# Ochodaeus euops
Ochodaeus euops är en skalbaggsart som beskrevs av Gilbert John Arrow 1911. Ochodaeus euops ingår i släktet Ochodaeus och familjen Ochodaeidae. Inga underarter finns listade i Catalogue of Life.